# Сабу III Тжеті
Сабу III Тжеті (*кін. XXIV — 1-ша пол. XXIII ст. до н. е.) — давньоєгипетський діяч VI династії, верховний жрець Птаха у Мемфісі за володарювання фараонів Пепі I, Меренра I, Пепі II.

## Життєпис
Походив з впливового жрецького роду. Син Сабу II Ібебі, верховного жерця Птаха. Перші згадки відносяться до правління фараона Теті II. Близько 2300 року до н. е. отримав першу жрецьку посаду Про хід його кар'єри замало знань.
За правління фараона Пепі I стає новим верховним жерцем (можливо разом з братом Птахшепсесом IV). Вплив серед жрецтва та в ієрархії Сабу III був настільки значним, що він зумів стати першим єдиним верховним жерцем Птаха (до того цю посаду обіймало 2-3 особи одночасно). Завдяки цьому вплив мемфіського жрецтва та самої посади значно зросли в Єгипті, ставши однією з найзначущих.
Поховано в мастабі Е3 в некрополі Саккара. Фальшива дверна стела з мастаби зберігається в Каїрському музеї.